# Tournoi de tennis de Budapest
Le tournoi de Budapest (Hongrie) est un tournoi de tennis féminin du circuit professionnel WTA et un tournoi masculin du circuit ATP.
Il est organisé chaque année, sur terre battue et en extérieur, depuis 1993. En 2014, il cède sa place au calendrier au profit du tournoi de Bucarest en Roumanie.
Toutefois en 2017, l'édition féminine est de nouveau promue en catégorie WTA International à la suite de la suppression du tournoi de Rio de Janeiro, mais cette fois-ci, elle est jouée à l'intérieur sur dur.
Anna Smashnova, Ágnes Szávay et Alison Van Uytvanck s'y sont imposées chacune deux fois de suite, respectivement en 2005-2006, 2009-2010 et 2018-2019.
À partir de la saison 2021, le tournoi féminin se déroule à nouveau sur terre battue.
Depuis 2016, un tournoi masculin du circuit Challenger se déroule à Budapest en début d'année sur dur en intérieur. L'année suivante, un tournoi ATP fait son apparition sur terre battue en extérieur.

## Palmarès dames

### Simple
| No  | Date       | Nom et lieu du tournoi                              | Catégorie                                           | Dotation                                            | Surface                                             | Vainqueure                                          | Finaliste                                           | Score                                               |                                                     |
| --- | ---------- | --------------------------------------------------- | --------------------------------------------------- | --------------------------------------------------- | --------------------------------------------------- | --------------------------------------------------- | --------------------------------------------------- | --------------------------------------------------- | --------------------------------------------------- |
| 1   | 20-07-1970 | Budapest International, Budapest                    |                                                     | NC                                                  | Terre (ext.)                                        | Margaret Smith Court                                | Vlasta Kodesova                                     | 6-2, 6-3                                            | Tableau                                             |
|     | 1971-1992  | Pas de tournoi                                      | Pas de tournoi                                      | Pas de tournoi                                      | Pas de tournoi                                      | Pas de tournoi                                      | Pas de tournoi                                      | Pas de tournoi                                      | Pas de tournoi                                      |
| 2   | 18-10-1993 | Budapest Open, Budapest                             | Tier III                                            | 150 000 $                                           | Moquette (int.)                                     | Zina Garrison                                       | Sabine Appelmans                                    | 7-5, 6-2                                            | Tableau                                             |
|     | 1994-1995  | Pas de tournoi                                      | Pas de tournoi                                      | Pas de tournoi                                      | Pas de tournoi                                      | Pas de tournoi                                      | Pas de tournoi                                      | Pas de tournoi                                      | Pas de tournoi                                      |
| 3   | 06-05-1996 | Lotto Open, Budapest                                | Tier IV                                             | 107 500 $                                           | Terre (ext.)                                        | Ruxandra Dragomir                                   | Melanie Schnell                                     | 7-6, 6-1                                            | Tableau                                             |
| 4   | 21-04-1997 | Lotto Open, Budapest                                | Tier IV                                             | 107 500 $                                           | Terre (ext.)                                        | Amanda Coetzer                                      | Sabine Appelmans                                    | 6-1, 6-3                                            | Tableau                                             |
| 5   | 20-04-1998 | Lotto-Westel 900 Open, Budapest                     | Tier IV                                             | 107 500 $                                           | Terre (ext.)                                        | Virginia Ruano Pascual                              | Silvia Farina                                       | 6-4, 4-6, 6-3                                       | Tableau                                             |
| 6   | 19-04-1999 | Westel 900 Open, Budapest                           | Tier IVa                                            | 142 500 $                                           | Terre (ext.)                                        | Sarah Pitkowski                                     | Cristina Torrens                                    | 6-2, 6-2                                            | Tableau                                             |
| 7   | 17-04-2000 | Westel 900 Open, Budapest                           | Tier IVb                                            | 110 000 $                                           | Terre (ext.)                                        | Tathiana Garbin                                     | Kristie Boogert                                     | 6-2, 7-64                                           | Tableau                                             |
| 8   | 16-04-2001 | Colorotex Grand Prix, Budapest                      | Tier V                                              | 110 000 $                                           | Terre (ext.)                                        | Magdalena Maleeva                                   | Anne Kremer                                         | 3-6, 6-2, 6-4                                       | Tableau                                             |
| 9   | 15-04-2002 | Budapest Open, Budapest                             | Tier V                                              | 110 000 $                                           | Terre (ext.)                                        | Martina Müller                                      | Myriam Casanova                                     | 6-2, 3-6, 6-4                                       | Tableau                                             |
| 10  | 14-04-2003 | Tippmix Grand Prix, Budapest                        | Tier V                                              | 110 000 $                                           | Terre (ext.)                                        | Magüi Serna                                         | Alicia Molik                                        | 3-6, 7-5, 6-4                                       | Tableau                                             |
| 11  | 26-04-2004 | Tippmix Grand Prix, Budapest                        | Tier V                                              | 110 000 $                                           | Terre (ext.)                                        | Jelena Janković                                     | Martina Suchá                                       | 7-64, 6-3                                           | Tableau                                             |
| 12  | 25-07-2005 | Tippmix Grand Prix, Budapest                        | Tier IV                                             | 140 000 $                                           | Terre (ext.)                                        | Anna Smashnova                                      | Catalina Castaño                                    | 6-2, 6-2                                            | Tableau                                             |
| 13  | 25-07-2006 | Budapest Grand Prix, Budapest                       | Tier IV                                             | 145 000 $                                           | Terre (ext.)                                        | Anna Smashnova                                      | Lourdes Domínguez Lino                              | 6-1, 6-3                                            | Tableau                                             |
| 14  | 23-04-2007 | Gaz de France Grand Prix, Budapest                  | Tier III                                            | 175 000 $                                           | Terre (ext.)                                        | Gisela Dulko                                        | Sorana Cîrstea                                      | 6-72, 6-2, 6-2                                      | Tableau                                             |
| 15  | 07-07-2008 | Gaz de France Grand Prix, Budapest                  | Tier III                                            | 175 000 $                                           | Terre (ext.)                                        | Alizé Cornet                                        | Andreja Klepač                                      | 7-65, 6-3                                           | Tableau                                             |
| 16  | 06-07-2009 | GDF Suez Grand Prix, Budapest                       | Intern'l                                            | 220 000 $                                           | Terre (ext.)                                        | Ágnes Szávay                                        | Patty Schnyder                                      | 2-6, 6-4, 6-2                                       | Tableau                                             |
| 17  | 05-07-2010 | GDF Suez Grand Prix, Budapest                       | Intern'l                                            | 220 000 $                                           | Terre (ext.)                                        | Ágnes Szávay                                        | Patty Schnyder                                      | 6-2, 6-4                                            | Tableau                                             |
| 18  | 04-07-2011 | Poli-Farbe Grand Prix, Budapest                     | Intern'l                                            | 220 000 $                                           | Terre (ext.)                                        | Roberta Vinci                                       | Irina-Camelia Begu                                  | 6-4, 1-6, 6-4                                       | Tableau                                             |
| 19  | 30-04-2012 | Budapest Grand Prix, Budapest                       | Intern'l                                            | 220 000 $                                           | Terre (ext.)                                        | Sara Errani                                         | Elena Vesnina                                       | 7-5, 6-4                                            | Tableau                                             |
| 20  | 08-07-2013 | Hungarian Grand Prix, Budapest                      | Intern'l                                            | 235 000 $                                           | Terre (ext.)                                        | Simona Halep                                        | Yvonne Meusburger                                   | 6-3, 6-77, 6-1                                      | Tableau                                             |
|     | 2014-2015  | Pas de tournoi                                      | Pas de tournoi                                      | Pas de tournoi                                      | Pas de tournoi                                      | Pas de tournoi                                      | Pas de tournoi                                      | Pas de tournoi                                      | Pas de tournoi                                      |
| (I) | 04-07-2016 | Europe Tennis Center Ladies Open, Budapest          | ITF                                                 | 100 000 $                                           | Terre (ext.)                                        | Elitsa Kostova                                      | Viktoriya Tomova                                    | 6-0, 7-63                                           |                                                     |
| 21  | 20-02-2017 | Hungarian Ladies Open, Budapest                     | Intern'l                                            | 226 750 $                                           | Dur (int.)                                          | Tímea Babos                                         | Lucie Šafářová                                      | 64-7, 6-4, 6-3                                      | Tableau                                             |
| 22  | 19-02-2018 | Hungarian Ladies Open, Budapest                     | Intern'l                                            | 226 750 $                                           | Dur (int.)                                          | Alison Van Uytvanck                                 | Dominika Cibulková                                  | 6-3, 3-6, 7-5                                       | Tableau                                             |
| 23  | 18-02-2019 | Hungarian Ladies Open, Budapest                     | Intern'l                                            | 226 750 $                                           | Dur (int.)                                          | Alison Van Uytvanck                                 | Markéta Vondroušová                                 | 1-6, 7-5, 6-2                                       | Tableau                                             |
|     | 2020       | Tournoi annulé en raison de la pandémie de Covid-19 | Tournoi annulé en raison de la pandémie de Covid-19 | Tournoi annulé en raison de la pandémie de Covid-19 | Tournoi annulé en raison de la pandémie de Covid-19 | Tournoi annulé en raison de la pandémie de Covid-19 | Tournoi annulé en raison de la pandémie de Covid-19 | Tournoi annulé en raison de la pandémie de Covid-19 | Tournoi annulé en raison de la pandémie de Covid-19 |
| 24  | 12-07-2021 | Hungarian Grand Prix, Budapest                      | WTA 250                                             | 235 238 $                                           | Terre (ext.)                                        | Yulia Putintseva                                    | Anhelina Kalinina                                   | 6-4, 6-0                                            | Tableau                                             |
| 25  | 11-07-2022 | Hungarian Grand Prix, Budapest                      | WTA 250                                             | 251 750 $                                           | Terre (ext.)                                        | Bernarda Pera                                       | Aleksandra Krunić                                   | 6-3, 6-3                                            | Tableau                                             |
| 26  | 19-09-2022 | Budapest Open 125, Budapest                         | WTA 125                                             | 115 000 $                                           | Terre (ext.)                                        | Tamara Korpatsch                                    | Viktoriya Tomova                                    | 7-63, 64-7, 6-0                                     | Tableau                                             |
| 27  | 23-07-2023 | Hungarian Grand Prix, Budapest                      | WTA 250                                             | 259 303 $                                           | Terre (ext.)                                        | Maria Timofeeva                                     | Kateryna Baindl                                     | 6-3, 3-6, 6-0                                       | Tableau                                             |
| 28  | 15-07-2024 | Hungarian Grand Prix, Budapest                      | WTA 250                                             | 267 082 $                                           | Terre (ext.)                                        | Diana Shnaider                                      | Aliaksandra Sasnovich                               | 6-4, 6-4                                            | Tableau                                             |

### Double
| No  | Date       | Nom et lieu du tournoi                              | Catégorie                                           | Dotation                                            | Surface                                             | Vainqueures                                         | Finalistes                                          | Score                                               |                                                     |
| --- | ---------- | --------------------------------------------------- | --------------------------------------------------- | --------------------------------------------------- | --------------------------------------------------- | --------------------------------------------------- | --------------------------------------------------- | --------------------------------------------------- | --------------------------------------------------- |
| 1   | 20-07-1970 | Budapest International Budapest                     |                                                     | NC                                                  | Terre (ext.)                                        | Miroslava Holubova Vlasta Kodesova                  | Éva Szabó Judith Szörényi                           | 7-5, 6-4                                            | Tableau                                             |
|     | 1971-1992  | Pas de tournoi                                      | Pas de tournoi                                      | Pas de tournoi                                      | Pas de tournoi                                      | Pas de tournoi                                      | Pas de tournoi                                      | Pas de tournoi                                      | Pas de tournoi                                      |
| 2   | 18-10-1993 | Budapest Open Budapest                              | Tier III                                            | 150 000 $                                           | Moquette (int.)                                     | Inés Gorrochategui Caroline Vis                     | Sandra Cecchini Patricia Tarabini                   | 6-1, 6-3                                            | Tableau                                             |
|     | 1994-1995  | Pas de tournoi                                      | Pas de tournoi                                      | Pas de tournoi                                      | Pas de tournoi                                      | Pas de tournoi                                      | Pas de tournoi                                      | Pas de tournoi                                      | Pas de tournoi                                      |
| 3   | 06-05-1996 | Lotto Open Budapest                                 | Tier IV                                             | 107 500 $                                           | Terre (ext.)                                        | Katrina Adams Debbie Graham                         | Radka Bobková Eva Melicharová                       | 6-3, 7-6                                            | Tableau                                             |
| 4   | 21-04-1997 | Lotto Open Budapest                                 | Tier IV                                             | 107 500 $                                           | Terre (ext.)                                        | Amanda Coetzer Alexandra Fusai                      | Eva Martincová Elena Wagner                         | 6-3, 6-1                                            | Tableau                                             |
| 5   | 20-04-1998 | Lotto-Westel 900 Open Budapest                      | Tier IV                                             | 107 500 $                                           | Terre (ext.)                                        | Virginia Ruano Pascual Paola Suárez                 | Cătălina Cristea Laura Montalvo                     | 4-6, 6-1, 6-1                                       | Tableau                                             |
| 6   | 19-04-1999 | Westel 900 Open Budapest                            | Tier IVa                                            | 142 500 $                                           | Terre (ext.)                                        | Evgenia Kulikovskaya Sandra Nacuk                   | Laura Montalvo Virginia Ruano Pascual               | 6-3, 6-4                                            | Tableau                                             |
| 7   | 17-04-2000 | Westel 900 Open Budapest                            | Tier IVb                                            | 110 000 $                                           | Terre (ext.)                                        | Lioubomira Batcheva Cristina Torrens                | Jelena Kostanić Sandra Nacuk                        | 6-0, 6-2                                            | Tableau                                             |
| 8   | 16-04-2001 | Colorotex Grand Prix Budapest                       | Tier V                                              | 110 000 $                                           | Terre (ext.)                                        | Tathiana Garbin Janette Husárová                    | Zsofia Gubacsi Dragana Zarić                        | 6-1, 6-3                                            | Tableau                                             |
| 9   | 15-04-2002 | Budapest Open Budapest                              | Tier V                                              | 110 000 $                                           | Terre (ext.)                                        | Catherine Barclay Émilie Loit                       | Elena Bovina Zsofia Gubacsi                         | 4-6, 6-3, 6-3                                       | Tableau                                             |
| 10  | 14-04-2003 | Tippmix Grand Prix Budapest                         | Tier V                                              | 110 000 $                                           | Terre (ext.)                                        | Petra Mandula Elena Tatarkova                       | C. Granados Tatiana Perebiynis                      | 6-3, 6-1                                            | Tableau                                             |
| 11  | 26-04-2004 | Tippmix Grand Prix Budapest                         | Tier V                                              | 110 000 $                                           | Terre (ext.)                                        | Petra Mandula Barbara Schett                        | Virág Németh Ágnes Szávay                           | 6-3, 6-2                                            | Tableau                                             |
| 12  | 25-07-2005 | Tippmix Grand Prix Budapest                         | Tier IV                                             | 140 000 $                                           | Terre (ext.)                                        | Émilie Loit Katarina Srebotnik                      | Lourdes Domínguez Lino Marta Marrero                | 6-1, 3-6, 6-2                                       | Tableau                                             |
| 13  | 25-07-2006 | Budapest Grand Prix Budapest                        | Tier IV                                             | 145 000 $                                           | Terre (ext.)                                        | Janette Husárová Michaëlla Krajicek                 | Lucie Hradecká Renata Voráčová                      | 4-6, 6-4, 6-4                                       | Tableau                                             |
| 14  | 23-04-2007 | Gaz de France Grand Prix Budapest                   | Tier III                                            | 175 000 $                                           | Terre (ext.)                                        | Ágnes Szávay Vladimíra Uhlířová                     | Martina Müller Gabriela Navrátilová                 | 7-5, 6-2                                            | Tableau                                             |
| 15  | 07-07-2008 | Gaz de France Grand Prix Budapest                   | Tier III                                            | 175 000 $                                           | Terre (ext.)                                        | Alizé Cornet Janette Husárová                       | Vanessa Henke Raluca Olaru                          | 6-75, 6-1, [10-6]                                   | Tableau                                             |
| 16  | 06-07-2009 | GDF Suez Grand Prix Budapest                        | Intern'l                                            | 220 000 $                                           | Terre (ext.)                                        | Alisa Kleybanova Monica Niculescu                   | Alona Bondarenko Kateryna Bondarenko                | 6-4, 7-65                                           | Tableau                                             |
| 17  | 05-07-2010 | GDF Suez Grand Prix Budapest                        | Intern'l                                            | 220 000 $                                           | Terre (ext.)                                        | Timea Bacsinszky Tathiana Garbin                    | Sorana Cîrstea Anabel Medina                        | 6-3, 6-3                                            | Tableau                                             |
| 18  | 04-07-2011 | Poli-Farbe Grand Prix Budapest                      | Intern'l                                            | 220 000 $                                           | Terre (ext.)                                        | Anabel Medina Alicja Rosolska                       | Natalie Grandin Vladimíra Uhlířová                  | 6-2, 6-2                                            | Tableau                                             |
| 19  | 30-04-2012 | Budapest Grand Prix Budapest                        | Intern'l                                            | 220 000 $                                           | Terre (ext.)                                        | Janette Husárová Magdaléna Rybáriková               | Eva Birnerová Michaëlla Krajicek                    | 6-4, 6-2                                            | Tableau                                             |
| 20  | 08-07-2013 | Hungarian Grand Prix Budapest                       | Intern'l                                            | 235 000 $                                           | Terre (ext.)                                        | Andrea Hlaváčková Lucie Hradecká                    | Nina Bratchikova Anna Tatishvili                    | 6-4, 6-1                                            | Tableau                                             |
|     | 2014-2015  | Pas de tournoi                                      | Pas de tournoi                                      | Pas de tournoi                                      | Pas de tournoi                                      | Pas de tournoi                                      | Pas de tournoi                                      | Pas de tournoi                                      | Pas de tournoi                                      |
| (I) | 04-07-2016 | Europe Tennis Center Ladies Open Budapest           | ITF                                                 | 100 000 $                                           | Terre (ext.)                                        | Ema Burgić Bucko Georgina García Pérez              | Lenka Kunčíková Karolína Stuchlá                    | 6-4, 2-6, [12-10]                                   |                                                     |
| 21  | 20-02-2017 | Hungarian Ladies Open Budapest                      | Intern'l                                            | 226 750 $                                           | Dur (int.)                                          | Hsieh Su-wei Oksana Kalashnikova                    | Arina Rodionova Galina Voskoboeva                   | 6-3, 4-6, [10-4]                                    | Tableau                                             |
| 22  | 19-02-2018 | Hungarian Ladies Open Budapest                      | Intern'l                                            | 226 750 $                                           | Dur (int.)                                          | Georgina García Pérez Fanny Stollár                 | Kirsten Flipkens Johanna Larsson                    | 4-6, 6-4, [10-3]                                    | Tableau                                             |
| 23  | 18-02-2019 | Hungarian Ladies Open Budapest                      | Intern'l                                            | 226 750 $                                           | Dur (int.)                                          | Ekaterina Alexandrova Vera Zvonareva                | Fanny Stollár Heather Watson                        | 6-4, 4-6, [10-7]                                    | Tableau                                             |
|     | 2020       | Tournoi annulé en raison de la pandémie de Covid-19 | Tournoi annulé en raison de la pandémie de Covid-19 | Tournoi annulé en raison de la pandémie de Covid-19 | Tournoi annulé en raison de la pandémie de Covid-19 | Tournoi annulé en raison de la pandémie de Covid-19 | Tournoi annulé en raison de la pandémie de Covid-19 | Tournoi annulé en raison de la pandémie de Covid-19 | Tournoi annulé en raison de la pandémie de Covid-19 |
| 24  | 12-07-2021 | Hungarian Grand Prix Budapest                       | WTA 250                                             | 235 238 $                                           | Terre (ext.)                                        | Mihaela Buzărnescu Fanny Stollár                    | Aliona Bolsova Tamara Korpatsch                     | 6-4, 6-4                                            | Tableau                                             |
| 25  | 11-07-2022 | Hungarian Grand Prix Budapest                       | WTA 250                                             | 203 024 €                                           | Terre (ext.)                                        | Ekaterine Gorgodze Oksana Kalashnikova              | Katarzyna Piter Kimberley Zimmermann                | 1-6, 6-4, [10-6]                                    | Tableau                                             |
| 26  | 19-09-2022 | Budapest Open 125 Budapest                          | WTA 125                                             | 115 000 $                                           | Terre (ext.)                                        | Anna Bondár Kimberley Zimmermann                    | Jesika Malečková Renata Voráčová                    | 6-3, 2-6, [10-5]                                    | Tableau                                             |
| 27  | 23-07-2023 | Hungarian Grand Prix Budapest                       | WTA 250                                             | 259 303 $                                           | Terre (ext.)                                        | Katarzyna Piter Fanny Stollár                       | Anna Sisková Jessie Aney                            | 6-2, 4-6, [10-4]                                    | Tableau                                             |
| 28  | 15-07-2024 | Hungarian Grand Prix Budapest                       | WTA 250                                             | 267 082 $                                           | Terre (ext.)                                        | Katarzyna Piter Fanny Stollár                       | Irina Khromacheva Anna Danilina                     | 6-3, 3-6, [10-3]                                    | Tableau                                             |

### Double mixte
| No | Date       | Nom et lieu du tournoi          | Catégorie | Dotation | Surface      | Vainqueures                      | Finalistes                    | Score    |         |
| -- | ---------- | ------------------------------- | --------- | -------- | ------------ | -------------------------------- | ----------------------------- | -------- | ------- |
| 1  | 20-07-1970 | Budapest International Budapest |           | NC       | Terre (ext.) | Margaret Smith Court Robert Howe | Barbara Kral Wiesław Gąsiorek | 6-1, 6-1 | Tableau |

## Palmarès messieurs ATP

### Simple
| No | Date       | Nom et lieu du tournoi           | Catégorie | Dotation  | Surface      | Vainqueur         | Finaliste        | Score         |         |
| -- | ---------- | -------------------------------- | --------- | --------- | ------------ | ----------------- | ---------------- | ------------- | ------- |
| 1  | 24-04-2017 | Gazprom Hungarian Open, Budapest | ATP 250   | 482 060 € | Terre (ext.) | Lucas Pouille     | Aljaž Bedene     | 6-3, 6-1      | Tableau |
| 2  | 23-04-2018 | Gazprom Hungarian Open, Budapest | ATP 250   | 501 345 € | Terre (ext.) | Marco Cecchinato  | John Millman     | 7-5, 6-4      | Tableau |
| 3  | 22-04-2019 | Hungarian Open, Budapest         | ATP 250   | 524 340 € | Terre (ext.) | Matteo Berrettini | Filip Krajinović | 4-6, 6-3, 6-1 | Tableau |

### Double
| No | Date       | Nom et lieu du tournoi           | Catégorie | Dotation  | Surface      | Vainqueurs                   | Finalistes                        | Score             |         |
| -- | ---------- | -------------------------------- | --------- | --------- | ------------ | ---------------------------- | --------------------------------- | ----------------- | ------- |
| 1  | 24-04-2017 | Gazprom Hungarian Open, Budapest | ATP 250   | 482 060 € | Terre (ext.) | Brian Baker Nikola Mektić    | Juan Sebastián Cabal Robert Farah | 7-62, 6-4         | Tableau |
| 2  | 23-04-2018 | Gazprom Hungarian Open, Budapest | ATP 250   | 501 345 € | Terre (ext.) | Dominic Inglot Franko Škugor | Matwé Middelkoop Andrés Molteni   | 68-7, 6-1, [10-8] | Tableau |
| 3  | 22-04-2019 | Hungarian Open, Budapest         | ATP 250   | 524 340 € | Terre (ext.) | Ken Skupski Neal Skupski     | Marcus Daniell Wesley Koolhof     | 6-3, 6-4          | Tableau |

## Palmarès messieurs Challenger

### Simple
| No | Date       | Nom et lieu du tournoi                    | Catégorie  | Dotation | Surface    | Vainqueur        | Finaliste        | Score          |  |
| -- | ---------- | ----------------------------------------- | ---------- | -------- | ---------- | ---------------- | ---------------- | -------------- |  |
| 1  | 24-10-2016 | WHB Hungarian Open, Budapest              | Challenger | 64 000 € | Dur (ext.) | Marius Copil     | Steve Darcis     | 6-4, 6-2       |  |
| 2  | 06-02-2017 | Hungarian Challenger Open, Budapest       | Challenger | 64 000 € | Dur (int.) | Jürgen Melzer    | Márton Fucsovics | 7-66, 6-2      |  |
| 3  | 05-02-2018 | Hungarian Challenger Open, Budapest       | Challenger | 64 000 € | Dur (int.) | Vasek Pospisil   | Nicola Kuhn      | 7-63, 3-6, 6-3 |  |
| 4  | 04-02-2019 | He-Do Hungarian Challenger Open, Budapest | Challenger | 46 600 € | Dur (int.) | Alexander Bublik | Roberto Marcora  | 6-0, 6-3       |  |

### Double
| No | Date       | Nom et lieu du tournoi                    | Catégorie  | Dotation | Surface    | Vainqueurs                           | Finalistes                       | Score             |  |
| -- | ---------- | ----------------------------------------- | ---------- | -------- | ---------- | ------------------------------------ | -------------------------------- | ----------------- |  |
| 1  | 24-10-2016 | WHB Hungarian Open, Budapest              | Challenger | 64 000 € | Dur (ext.) | Aliaksandr Bury Andreas Siljeström   | James Cerretani Philipp Oswald   | 7-63, 6-4         |  |
| 2  | 06-02-2017 | Hungarian Challenger Open, Budapest       | Challenger | 64 000 € | Dur (int.) | Dino Marcan Tristan-Samuel Weissborn | Blaž Kavčič Franko Škugor        | 6-3, 3-6, [16-14] |  |
| 3  | 05-02-2018 | Hungarian Challenger Open, Budapest       | Challenger | 64 000 € | Dur (int.) | Félix Auger-Aliassime Nicola Kuhn    | Marin Draganja Tomislav Draganja | 2-6, 6-2, [11-9]  |  |
| 4  | 04-02-2019 | He-Do Hungarian Challenger Open, Budapest | Challenger | 46 600 € | Dur (int.) | Kevin Krawietz Filip Polášek         | Filippo Baldi Luca Margaroli     | 7-5, 7-65         |  |